# Premio Sor Juana Inés de la Cruz
Il Premio Sor Juana Inés de la Cruz è un riconoscimento letterario attribuito annualmente alla migliore opera scritta in spagnolo da autrice donna.
Istituito nel 1993 in onore della scrittrice Juana Inés de la Cruz, è organizzato dalla Feria Internacional del Libro de Guadalajara e riconosce alla vincitrice un premio di 10000 dollari.

## Albo d'oro
| Anno | Opera                                                                         | Autrice                  | Nazionalità     |
| ---- | ----------------------------------------------------------------------------- | ------------------------ | --------------- |
| 1993 | Dulcinea encantada                                                            | Angelina Muñiz-Huberman  | Messico         |
| 1994 | Noi che ci vogliamo così bene (Nosotras que nos queremos tanto)               | Marcela Serrano          | Cile            |
| 1995 | Asalto al Paraíso                                                             | Tatiana Lobo             | Cile Costa Rica |
| 1996 | Busca mi esquela                                                              | Elena Garro              | Messico         |
| 1997 | Dolce compagnia (Dulce compañía)                                              | Laura Restrepo           | Colombia        |
| 1998 | El amor que me juraste                                                        | Silvia Molina            | Messico         |
| 1999 | La terra del fuoco (La tierra del fuego)                                      | Sylvia Iparraguirre      | Argentina       |
| 2000 | Non assegnato                                                                 | Non assegnato            | Non assegnato   |
| 2001 | Nessuno mi vedrà piangere (Nadie me verá llorar)                              | Cristina Rivera Garza    | Messico         |
| 2002 | Cielo de tambores                                                             | Ana Gloria Moya          | Argentina       |
| 2003 | La vita è una ferita assurda (El rastro)                                      | Margo Glantz             | Messico         |
| 2004 | Ya no pisa la tierra tu rey                                                   | Cristina Sánchez-Andrade | Spagna          |
| 2005 | Agosto y fuga                                                                 | Paloma Villegas          | Messico         |
| 2006 | Desde las cenizas                                                             | Claudia Amengual         | Uruguay         |
| 2007 | Io non ti ho mai promesso l'eternità (Yo nunca te prometí la juventud eterna) | Tununa Mercado           | Argentina       |
| 2008 | L'infinito nel palmo della mano (El infinito en la palma de la mano)          | Gioconda Belli           | Nicaragua       |
| 2009 | La muerte me da                                                               | Cristina Rivera Garza    | Messico         |
| 2010 | La crepa (Las grietas de Jara)                                                | Claudia Piñeiro          | Argentina       |
| 2011 | Inés e l'allegria (Inés y la alegría)                                         | Almudena Grandes         | Spagna          |
| 2012 | Sangue negli occhi (Sangre en el ojo)                                         | Lina Meruane             | Cile            |
| 2013 | La bomba de San José                                                          | Ana García Bergua        | Messico         |
| 2014 | El cielo no existe                                                            | Inés Fernández Moreno    | Argentina       |
| 2015 | El país del diablo                                                            | Perla Suez               | Argentina       |
| 2016 | Yoro                                                                          | Marina Perezagua         | Spagna          |
| 2017 | La dimensione oscura (La dimensión desconocida)                               | Nona Fernández           | Cile            |
| 2018 | L'assassino timido (El asesino tímido)                                        | Clara Usón               | Spagna          |
| 2019 | La luz negra                                                                  | María Gainza             | Argentina       |
| 2020 | Las malas (Le cattive)                                                        | Camila Sosa Villada      | Argentina       |
| 2021 | Melma rosa (Mugre rosa)                                                       | Fernanda Trías           | Uruguay         |
| 2022 | Isla partida                                                                  | Daniela Tarazona         | Messico         |
| 2023 | Solo un poco aquí                                                             | María Ospina Pizano      | Colombia        |
| 2024 | Las niñas del naranjel                                                        | Gabriela Cabezón Cámara  | Argentina       |